# Борисоглебский собор (Даугавпилс)
Борисогле́бский собо́р (латыш. Daugavpils Borisa un Gļeba pareizticīgo katedrāle) — главный православный храм города Даугавпилса, кафедральный собор Даугавпилсско-Резекненской епархии Латвийской православной церкви Московского Патриархата. Построен в 1905 году как гарнизонных храм для расквартированных в городе русских воинских частей.
Расположен в районе Новое Строение на Храмовой горке (латыш. Baznīckalns). Собор вмещает до 5 тысяч прихожан и является самым большим православным храмом Латвии. Построен в русском стиле по проекту архитектора Михаила Прозорова. Высота собора — 56 метров.
Настоятелем (с 2006 года) является правящий епископ Даугавпилсский и Резекненский Александр (Матрёнин).

## История
В 1866 году на месте нынешнего храма по распоряжению генерал-губернатора Северо-Западного края Константина Кауфмана для потребностей расквартированных в городе воинских частей была возведена небольшая церковь с наружной облицовкой из чугуна и листового железа, которую в народе прозвали «Железной» (посвящалась императору Константину и его матери Елене).
В 1903 году священноначалие Полоцкой епархии, в ведении которой тогда находилась территория Латгалии, приняло решение о строительстве в Двинске новой гарнизонной церкви во имя святых Бориса и Глеба. Посвящение выбрано в память о взятии города русскими войсками в 1656 году накануне дня памяти святых Бориса и Глеба. В 1904 году «Железную» церковь перенесли в населённый пункт Царьград (ныне Ерсика), а в Двинске началось строительство нового гарнизонного храма, который был освящён 12 (25) июня 1905 года. Строительство финансировалось военным ведомством.
Во время Первой мировой войны в соборе постоянно проводились молебны о спасении Отечества и даровании победы русскому оружию.
Постоянный приход в храме был организован только в 1922 году уже в независимой Латвии, когда настоятелем собора назначили протоиерея Августина Петерсона, впоследствии ставшего митрополитом. До этого богослужения проводились приезжавшими из уезда священниками и настоятелем Александро-Невского собора протоиереем отцом Одельским.
В 1922—1923 годах проведён ремонт храма, так как во время войны была повреждена крыша и пострадали иконы и фрески. В 1926—1927 годах проведён второй ремонт, когда была положена новая крыша, а в 1930—1931 годах закончен наружный ремонт храма, а также полностью перекрашен интерьер храма.
В 1925 году настоятель раз в два месяца для православных латышей проводил службы на латышском языке. Таким образом в соборе организовалось два прихода: русский и латышский.
В 1938 году был торжественно заложен и построен церковный дом. 16—17 июля 1938 года в соборе свершилась хиротония в сан епископа Иерсикского, второго викария Латвийской православной церкви, бывшего настоятеля Вилякской церкви протоиерея отца Адама Витоля, принявшего при хиротонии имя Александр. Впоследствии Борисоглебский собор стал местом постоянного служения нового епископа Александра и преобразован в кафедральный собор.
Вторая мировая война не причинила собору существенных разрушений, но после войны он пережил два пожара. Настоятель Николай (Клепатский) (1951—1984) добился проведения ремонта собора, возведения забора и посадки деревьев вокруг храма.
В 1989 году возобновлена епископская кафедра — в сан епископа Даугавпилсского в Москве был рукоположён архимандрит Александр (Кудряшов), помощник тогдашнего митрополита Рижского Леонида.
В 2004—2008 годах проведена наружная реновация и снова позолочены купола (2005—2007), какими они были после основания храма.

## Архитектура
Собор построен в русском стиле. В плане собор образует продолговатый прямоугольник с полигональной апсидой, напоминающий корабль, и разделятся на три части — более высокий средний и два боковых нефа. Средняя часть собора держится на 14 массивных колоннах. Над собором возвышаются 10 позолоченных куполов с крестами. В большом шатре имеется колокольня с четырьмя колоколами.
Стены храма насчитывают 40 м в длину и 20 м — в ширину. В соборе установлен трёхъярусный дубовый иконостас в русском стиле. Главный алтарь храма освящён во имя благоверных князей Бориса и Глеба. Правый престол — во имя святого Алексия, митрополита Московского, левый — во имя Успения Пресвятой Богородицы. Иконы иконостаса являются копиями творений Виктора Васнецова в Киевском Владимирском соборе.
Борисоглебский собор считается одним из самых роскошных соборов Латвии.